# Comuna Odense
Odense (Odense Kommune) este o comună din regiunea Syddanmark, Danemarca, cu o suprafață totală de 304,34 km² și o populație de 205.978  locuitori (2022).